# Gastrancistrus fulvicoxis
Gastrancistrus fulvicoxis är en stekelart som beskrevs av Graham 1969. Gastrancistrus fulvicoxis ingår i släktet Gastrancistrus och familjen puppglanssteklar.
Artens utbredningsområde är Tyskland. Inga underarter finns listade i Catalogue of Life.